# Nils-Göran Lejefors
Nils-Göran Lejefors, född den 31 december 1919 i Furingstads församling, Östergötlands län, död den 17 oktober 2009 i Norrköping, var en svensk jurist.
Lejefors avlade studentexamen i Norrköping 1938 och juris kandidatexamen vid Stockholms högskola 1944. Efter tingstjänstgöring i Hammarkinds, Stegeborgs och Skärkinds domsaga 1944–1947 blev han fiskal i Göta hovrätt 1948, adjungerad ledamot där 1952, assessor 1955, tingsdomare i Västmanlands västra domsaga 1958 och biträdande häradshövding där 1963. Lejefors var tillförordnad revisionssekreterare 1960–1961, rådman i Köpings tingsrätt 1971–1975 och lagman där 1975–1984. Han blev riddare av Nordstjärneorden 1962. Lejefors vilar i minneslund på Visingsö kyrkogård.